# Henry Källgren
Henry Källgren (ur. 13 marca 1931 w Norrköping, zm. 21 stycznia 2005 w Helsingborgu) – szwedzki piłkarz, napastnik. Srebrny medalista MŚ 58. Obdarzany przydomkiem Putte.
Był piłkarzem IFK Norrköping. W latach 1951–1960 zdobył dla tego klubu łącznie 126 ligowych bramek, w 1958 został królem strzelców Allsvenskan (27 trafień). Z IFK był mistrzem kraju w 1952, 1956 oraz 1957. W reprezentacji Szwecji między 1953 a 1958 rokiem zagrał 8 razy. Podczas MŚ 58 wystąpił w jednym spotkaniu grupowym, zremisowanym 0:0 meczu z Walią.